# Hãng phim Giải Phóng
Hãng phim Giải Phóng (gọi tắt: Phim Giải Phóng) hiện nay là Công ty cổ phần phim Giải Phóng là một hãng sản xuất phim Việt Nam, được thành lập từ năm 1962 với một phần vốn của nhà nước.

## Lịch sử hoạt động
Phim Giải Phóng ban đầu là Xưởng phim Giải Phóng thành lập vào tháng  1 năm 1962 tại Tây Ninh. Từ năm 1975 Phim Giải Phóng lần lượt đổi tên thành Xưởng phim Tổng hợp (hay Xưởng phim Tổng hợp Thành phố Hồ Chí Minh) từ 1975 đến 1979, Xí nghiệp Phim tổng hợp (hay Xí nghiệp phim Tổng hợp Thành phố Hồ Chí Minh) từ 1979 đến 1989, và Hãng phim Giải Phóng từ 1989.
Ngày 30 tháng 6 năm 2010, Hãng Phim Giải Phóng đổi thành Công ty Trách nhiệm hữu hạn Một thành viên Phim Giải Phóng. Theo kế hoạch cổ phần hóa của nhà nước Phim Giải Phóng thay đổi hình thức hoạt động và đổi tên thành Công ty cổ phần phim Giải Phóng từ tháng 10 năm 2016.
Với sự xuất hiện của các "Cineplex", Phim Giải Phóng là một trong những đơn vị tiên phong xây dựng các cụm rạp chiếu phim vào năm 2003. Cụm rạp chiếu phim của công ty ban đầu gọi là Cinebox, sau này đổi thành Megags.
Việc cổ phần hóa kéo dài từ năm 2013 đến 2015. Tháng 10 năm 2015, Công ty tiến hành Đại hội cổ đông lần đầu tiên với cơ cấu: Cổ phần nhà nước chiếm 99,71%. Từ 2015 đến 2019 công ty không nhận được kinh phí sản xuất phim do Nhà nước tài trợ, đặt hàng.
Tính đến năm 2022 công ty đã sản xuất được 159 phim điện ảnh và phim video, 303 phim tài liệu, 96 phim hoạt hình và có 42 giải thưởng trong nước và quốc tế.

## Nhân sự và tác phẩm nổi bật

### Các nghệ sĩ
- NSND Huy Thành
- NSND Đào Bá Sơn
- NSND Hồng Sến
- NSƯT Văn Lê
- NSƯT Việt Linh
- NSƯT Vinh Sơn
- NSƯT Hồ Ngọc Xum
- NSƯT Lê Hoàng
- NSƯT Đặng Lưu Việt Bảo
- NSƯT - quay phim Quốc Thành
- Đạo diễn Lê Dũng
- Các biên kịch: Ngụy Ngữ, Phạm Thùy Nhân, Châu Thổ, Dương Cẩm Thúy…

### Tác phẩm
Gái nhảy; Mê Thảo, thời vang bóng; Mùa len trâu; Thời xa vắng; Trăng nơi đáy giếng; Long Thành cẩm giả ca…

### Các nhiệm kỳ Giám đốc / Tổng giám đốc
- Mai Lộc
- Võ Thành Lê
- Nguyễn Ngọc Quang
- Lê Đức Tiến
- Nguyễn Thái Hòa
- Đặng Phúc Yên
- Nguyễn Tiến Hưng